# Stelis zunagensis
Stelis zunagensis är en orkidéart som först beskrevs av Carlyle August Luer och Alexander Charles Hirtz, och fick sitt nu gällande namn av Alec M. Pridgeon och Mark W. Chase. Stelis zunagensis ingår i släktet Stelis och familjen orkidéer. Inga underarter finns listade i Catalogue of Life.